# 黎文敔
黎文敔（越南语：／；1860年—1934年），又名黎敔，字應和（越南语：／），號狂士（越南语：／），越南文學家。

## 生平
黎文敔是南定省春長府膠水縣萬祿社（今南定省春長縣春風社第十二村）人。成泰十二年（1900年），他陪同武光玡、徐淡等人訪問法國，參加世博會，回國後開始著書。他與維新會的成員有交流，但沒有參與其中的活動。從1927年12月至1928年11月，他為了推動自己的著作成為教科書，把書籍寄給了順化朝廷和北圻統使府，同時也向中國上海廣學會、遠東博古學院寄書，試圖提高自己的名氣，擴大自己的學術影響力。但是殖民政府並未批准他的請求，但是給了他一個九品文階的虛銜和一枚金錢。

## 作品
黎文敔著有《周易究原》、《附槎小說》、《大學晰義》、《中庸說約》、《論語節要》、《禮經》等。